# Buchcice
Buchcice est une localité polonaise de la gmina de Tuchów, située dans le powiat de Tarnów en voïvodie de Petite-Pologne.